# Джим Бартон (яхтсмен)
Джим Бартон (англ. Jim Barton, 1956) — американський яхтсмен.
Бронзовий призер Олімпійських Ігор 1996 року в класі Солінґ.